# Alexander Vencel
Alexander Vencel (* 8. února 1944, Veľká Ilva, tehdy Maďarsko, dnes Rumunsko), je bývalý slovenský fotbalista-brankář, československý reprezentant, držitel zlaté medaile z mistrovství Evropy roku 1976 a člen Klubu ligových brankářů. Jeho syn Alexander Vencel ml. se stal rovněž fotbalovým brankářem. Oba byli známi pod přezdívkou Šaňo. Jeho mladší syn Stanislav Vencel byl také fotbalista, kariéru musel předčasně ukončit po zranění v roce 2011 byl viceprezidentem slovenského fotbalové svazu.

## Fotbalová kariéra
V letech 1965–1977 hrál za Slovan Bratislava a nastoupil v jeho dresu k 320 utkáním v 1. lize, ve 132 z nich zůstal nepřekonán. Největšího úspěchu dosáhl v Poháru vítězů pohárů v roce 1969, kde Slovan Bratislava ve finále porazil Barcelonu 3:2. Zápas se hrál na neutrálním hřišti 21. května 1969 ve švýcarské Basileji. Se Slovanem se stal třikrát mistrem Československa (1970, 1974, 1975) a dvakrát získal československý pohár (1968 a 1974). Poté hrál ještě dvě sezóny v nižší soutěži za Plastiku Nitra (dnes FC Nitra). Člen Klubu ligových brankářů. V Poháru mistrů evropských zemí nastoupil v 8 utkáních, v Poháru vítězů pohárů v 10 utkáních a v Poháru UEFA v 8 utkáních.

### Zajímavosti
V sezoně 1969/70, od níž se nejvyšší soutěž začala hrát s 16 účastníky na 30 kol, vychytal 19 čistých kont, což je rekord v historii československé ligy (1925 – 1992/93). V sezoně 1986/87 ho vyrovnal Jan Stejskal ze Sparty Praha. Rekordem české fotbalové ligy bylo 17 nul Petra Čecha v sezoně 2001/02, který překonal Ondřej Kolář 23 nulami (21 + 2 v nadstavbě) v sezoně 2019/20.
V prvoligovém utkání, které se hrálo v neděli 9. března 1969 v Bratislavě, zahrával v 59. minutě pokutový kop, který však neproměnil (debutant Miroslav Stárek jej kryl). Domácí Slovan ChZJD i tak porazil Slavii Praha 4:0.

## Reprezentační kariéra
Reprezentační kariéru zahájil 19. září 1965 v kvalifikační zápase na MS 1966 proti Rumunsku, rozloučil se 30. března 1977 v kvalifikačním zápase na MS 1978 proti Walesu. Celkem zasáhl do 25 reprezentačních zápasů. Je držitelem zlaté medaile z mistrovství Evropy roku 1976 (byť na mistrovství nenastoupil, byl náhradníkem Ivo Viktora), byl také účastníkem mistrovství světa roku 1970 v Mexiku, kde odchytal zápas v základní skupině proti Rumunsku.

## Ligová bilance
| Ročník                                   | Zápasy | Góly | Minuty | Nuly | Klub              |
| ---------------------------------------- | ------ | ---- | ------ | ---- | ----------------- |
| 1. československá fotbalová liga 1964/65 | 4      | 0    | 360    | 1    | Slovan Bratislava |
| 1. československá fotbalová liga 1965/66 | 23     | 0    | 2 070  | 7    | Slovan Bratislava |
| 1. československá fotbalová liga 1966/67 | 26     | 0    | 2 340  | 14   | Slovan Bratislava |
| 1. československá fotbalová liga 1967/68 | 23     | 0    | 1 987  | 11   | Slovan Bratislava |
| 1. československá fotbalová liga 1968/69 | 26     | 0    | 2 340  | 14   | Slovan Bratislava |
| 1. československá fotbalová liga 1969/70 | 30     | 0    | 2 700  | 19   | Slovan Bratislava |
| 1. československá fotbalová liga 1970/71 | 29     | 0    | 2 599  | 11   | Slovan Bratislava |
| 1. československá fotbalová liga 1971/72 | 26     | 0    | 2 250  | 6    | Slovan Bratislava |
| 1. československá fotbalová liga 1972/73 | 30     | 0    | 2 700  | 13   | Slovan Bratislava |
| 1. československá fotbalová liga 1973/74 | 29     | 0    | 2 610  | 9    | Slovan Bratislava |
| 1. československá fotbalová liga 1974/75 | 29     | 0    | 2 610  | 11   | Slovan Bratislava |
| 1. československá fotbalová liga 1975/76 | 22     | 0    | 1 958  | 8    | Slovan Bratislava |
| 1. československá fotbalová liga 1976/77 | 23     | 0    | 1 911  | 8    | Slovan Bratislava |
| CELKEM 1. liga                           | 320    | 0    | 28 435 | 132  |                   |